# Victor Frankenstein
Victor Henry Frankenstein is een fictief hoofdpersonage uit het boek Frankenstein van Mary Shelley uit 1818. Hij is een wetenschapper, die na het bestuderen van chemische processen en het ontleden van levende dieren inzicht krijgt in het creëren van leven en zo zijn eigen creatie tot leven weet te wekken (deze creatie staat alom bekend als Frankensteins monster).

## Achtergrond
Het personage van Frankenstein werd geboren in Napoli (volgens de 1831-editie van het boek) en werd grootgebracht in Genève. Hij is een zoon van Alphonse Frankenstein en Caroline Beaufort, die overleed aan roodvonk toen Frankenstein 17 jaar was. Hij omschrijft zijn afkomst als volgt: "Ik ben van geboorte Geneefs en mijn familie is een van de voornaamste in de republiek. Mijn voorouders waren vele jaren lang kanseliers en hovelingen, mijn vader heeft vele publieke zaken opgelost en met trots een reputatie opgebouwd". Frankenstein heeft twee jongere broers, William (de jongste) en Ernest (de middelste). Frankenstein wordt verliefd op Elizabeth Lavenza, die later zijn adoptiezus zal worden (van de straat gehaald door Victors moeder en dus geen familie.) en uiteindelijk zijn verloofde zal zijn.
Als jongen is Frankenstein geïnteresseerd in het werk van alchemisten als Cornelius Agrippa, Paracelsus en Albertus Magnus, en verlangde naar het vinden van het fabelachtige levenselixer. Hij verliest echter de interesse in het achtervolgen van deze doelen, nadat hij van dichtbij een boom door blikseminslag zag omvallen. Aan de universiteit van Ingolstadt krijgt hij een obsessie voor scheikunde en loopt met het idee rond om een dood schepsel tot leven te wekken. Dit doel probeert hij de volgende twee jaar te bereiken.
Hij weet diverse menselijke lichaamsdelen te verzamelen en door middel van scheikunde weet Frankenstein het schepsel tot leven te wekken. Hij is echter ontdaan door de lelijkheid van het wezen. Hij verlaat en ontvlucht het schepsel. Dit verdwijnt dan ook en reist vervolgens met grote wraakgevoelens naar Frankensteins ouderlijk huis, waar William (de jongste broer) dood wordt aangetroffen. De huishoudster Justine krijgt echter de schuld van de dood van de jongen en wordt vervolgd. Victor Frankenstein gaat gebukt onder schuldgevoel, maar komt niet met de waarheid naar buiten, omdat niemand zijn verhaal zou geloven en is bang voor de reacties die zijn verhaal zou uitlokken.
Het schepsel verschijnt dan voor Frankenstein en smeekt hem een vrouwelijke metgezel voor hem te creëren. Frankenstein gaat daarmee akkoord, maar vernietigt vervolgens deze creatie, angstig dat er dan een ras van monsters zal ontstaan. Woest als het wezen is, zweert het wraak en vermoordt Henry Clerval, Frankensteins beste vriend en zweert tegen Frankenstein: "Jij hebt me mijn huwelijksnacht ontnomen - ik zal bij de jouwe aanwezig zijn!". Het schepsel houdt zich aan zijn belofte en wurgt Elizabeth in de huwelijksnacht. Diezelfde avond overlijdt Frankensteins vader aan verdriet en omdat hij geen reden ziet verder te leven besluit Frankenstein de rest van zijn leven te wijden aan het verwoesten van het monster dat hij gecreëerd heeft.
Frankenstein achtervolgt de demon (zoals hij het schepsel ook noemt) naar het noordpoolgebied met de intentie om het te vernietigen. Hij faalt echter in zijn poging daarin, doordat hij door drijfijs zakt en vervolgens een stevige longontsteking oploopt. Hij wordt gered door een schip dat onderweg is voor een Noordpoolexpeditie, maar Victor overlijdt, nadat hij zijn verhaal aan kapitein Robert Walton heeft verteld. Het schepsel ontdekt dan de dood van zijn schepper, gaat gebukt onder berouw en belooft plechtig om zelfmoord te plegen door middel van zelfverbranding in het allernoordelijkste deel van de ijskap. Hij verdwijnt om nooit meer van zich te laten horen.

## Vertolking in film
- Augustus Philips, Frankenstein (1910)
- Colin Clive, Frankenstein (1931) en The Bride of Frankenstein (1935)
- Peter Cushing, The Curse of Frankenstein (1957), The Revenge of Frankenstein (1958), The Evil of Frankenstein (1964), Frankenstein Created Woman (1967), Frankenstein must be Destroyed (1969) en Frankenstein and the Monster from Hell (1974)
- Whit Bissell, I Was a Teenage Frankenstein (1957)
- Boris Karloff, Frankenstein 1970 (1958), Mad Monster Party? (1967) (stemrol)
- Ralph Bates, The Horror of Frankenstein (1970)
- Bob McFadden (stemrol), Mad Mad Mad Monsters (1972)
- Dennis Price, Drácula contra Frankenstein (1972), The Rites of Frankenstein (1973)
- Udo Kier, Flesh for Frankenstein (1973)
- Leonard Whiting, Frankenstein: The True Story (1973)
- Gene Wilder, Young Frankenstein (1974)
- Rossano Brazzi, Dr. Frankenstein's Castle of Freaks (1974)
- Leon Vitali, Terror of Frankenstein (1977)
- Nachi Nozawa (stemrol), Kyofu Densetsu: Kaiki! Furankenshutain (1981)
- Barrett Oliver (stemrol), Frankenweenie (1984)
- Jean Rochefort, Frankenstein 90 (1984)
- Sting, The Bride (1985)
- Mark Blankfield, Frankenstein General Hospital (1988)
- Raúl Juliá, Frankenstein Unbound (1990)
- Patrick Bergin, Frankenstein (1992)
- Kenneth Branagh, Frankenstein (1994)
- Jason Simmons, Frankenstein Reborn! (1998)
- Michael Bell (stemrol), Alvin and the Chipmunks Meet Frankenstein (1999)
- Samuel West, Van Helsing (2004)
- Thomas Kretschmann, Frankenstein (2004)
- Alec Newman, Frankenstein (2004)
- Rhett Giles, Frankenstein Reborn (2005)
- Helen McCrory, Frankenstein (2007)
- Adam Stephenson, Frankenstein: Day of the Beast (2011)
- Charlie Tahan (stemrol), Frankenweenie (2012)
- Aden Young, I, Frankenstein (2014)
- James McAvoy, Victor Frankenstein (2015)
- Danny Huston, Frankenstein (2015)